# نجم (ريف دمشق)
نجم قرية في منطقة قطنا التابعة لمحافظة ريف دمشق في سوريا. تقع جنوب غرب دمشق على الطريق إلى القنيطرة.